# Dunele marine de la Agigea (sit SCI)
Dunele marine de la Agigea este o arie protejată (arie specială de conservare — SAC, sit de importanță comunitară — SCI) din România, desemnată în scopul protejării biodiversității și menținerii într-o stare de conservare favorabilă a florei spontane și faunei sălbatice, precum și a habitatelor naturale de interes comunitar aflate în arealul zonei de protecție. Aceasta se întinde pe o suprafață de 11,8 ha, integral pe uscat.

## Localizare
Situl se întinde pe teritoriul administrativ al comunei Agigea din județul Constanța. Centrul sitului Dunele marine de la Agigea este situat la coordonatele 44°05′18″N 28°38′34″E / 44.088406°N 28.642683°E.

## Înființare
Situl Dunele marine de la Agigea (ROSCI0073) a fost declarat sit de importanță comunitară în decembrie 2007 pentru a proteja 3 specii de plante. Arealul a fost protejat și ca arie specială de conservare în mai 2022. Acesta include aria naturală Dunele marine de la Agigea.

## Biodiversitate
Situată în ecoregiunea stepică a Dobrogei și a cea a Mării Negre, aria protejată conține un habitat natural: Dune fixate cu vegetație herbacee perenă (dune gri).
La baza desemnării sitului se află țestoasa de uscat dobrogeană (Testudo graeca), o reptilă aflată pe lista roșie a IUCN
Pe lângă specia protejat aflată la baza desemnării sitului, pe teritoriul acestuia au mai fost identificate 49 specii din flora spontană și fauna sălbatică a României, protejate la nivel european.